# Anna Torv
Anna Torv (n. 7 iunie 1979, Melbourne, Victoria, Australia) este o actriță australiană, fiind cunoscută pentru rolul ei ca agent FBI Olivia Dunham în serialul de televiziune Fringe de pe FOX.

## Biografie
Anna Torv s-a născut în Melbourne, Victoria, Australia (avându-i ca părinți pe Susan și Hans Torv), și a crescut în Gold Coast, Queensland.  Tatăl lui Anna, Hans Torv este de origine estonă, dar s-a născut în Stirling, Scoția. Ea a fost înstrăinată de tatăl ei de la vârsta de 8 ani. Ea are un frate mai mic, Dylan. Mătușa paternă este scriitor Anna Maria Torv Murdoch Mann, care a fost căsătorită cu miliardarul și mogulul media Rupert Murdoch.

### Educație
Torv a absolvit Liceul de stat Benowa în 1996. A absolvit Institutul Național de Artă Dramatică (NIDA) din Australia, cu o diplomă în Artele spectacolului în 2001.

## Cariera
În 2004, Torv a jucat în serialul de televiziune din Australia aclamat The Secret Life of Us. (Nikki). A apărut în seria BBC Mistresses. Ea a servit ca dublaj pentru vocea personajului principal în Nariko Sword în jocul video Heavenly Sword.
Torv a interpretat rolul agentului FBI Olivia Dunham, în serialul american de televiziune Fringe, care a rulat 5 sezoane (2008-2013). Filmările serialului Fringe au avut loc, în ultimele două sezoane, în Vancouver, British Columbia, producția mutându-se acolo începând cu sezonul 4. Torv a jucat rolul lui Virginia Grey în mini-seria The Pacific difuzată pe HBO. A câștigat în 2010 Premiul Saturn pentru cea mai bună actriță de televiziune.  A jucat recent un rol într-un film original CollegeHumor ca polițist de trafic tiranic.

## Viața personală
În decembrie 2008, Torv s-a căsătorit cu actorul Mark Valley, actor tot în serialul Fringe. S-au separat după doi ani de căsătorie.

## Filmografie
| An        | Titlu                    | Rol            | Note                                                            |
| --------- | ------------------------ | -------------- | --------------------------------------------------------------- |
| 2002      | White Collar Blue        | Vecin          | serial TV                                                       |
| 2002      | Young Lions              | Irena Nedov    | 13 episode                                                      |
| 2003      | Travelling Light         | Debra Fowler   |                                                                 |
| 2004      | McLeod's Daughters       | Jasmine McLeod | Episod: "A McLeod Daughter" Episod: "The Things We Do for Love" |
| 2004–2005 | The Secret Life of Us    | Nikki Martel   | 20 episoade                                                     |
| 2006      | The Book of Revelation   | Bridget        |                                                                 |
| 2007      | Heavenly Sword           | Nariko         | Joc video                                                       |
| 2007      | Frankenstein             | ITU Nurse      | Film TV                                                         |
| 2008      | Mistresses               | Alex           | 5 episoade                                                      |
| 2008–2014 | Fringe                   | Olivia Dunham  | Rolul principal (98 episoade)                                   |
| 2010      | The Pacific              | Virginia Grey  | Episodul: "Peleliu Landing"                                     |
| 2014      | Open                     | Windsor        | HBO pilot                                                       |
| 2014      | Heavenly Sword The Movie | Nariko         | Video game movie                                                |
| 2015      | Deadline Gallipoli       | Gwendoline     | Filmare, Foxtel mini-series                                     |
| 2015      | Love Is Now              | Virginia       | In producție                                                    |

## Premii și nominalizări
- 2008: Nominalizată la Premiul Saturn pentru cea mai bună actriță la televizor pentru rolul ei din Fringe
- 2009: A câștigat Premiul australienilor pentru realizări în film
- 2010: A câștigat un premiu Saturn pentru cea mai bună actriță la televizor pentru rolul ei în din Fringe
- 2010: Nominalizată la premiul Teen Choice la categoria Choice TV: Fantasy / Sci-Fi pentru rolul ei din Fringe
- 2011: A câștigat un premiu Saturn pentru cea mai bună actriță la televizor pentru rolul ei în Fringe
- 2011: A câștigat un premiu Horror Fantasy pentru cea mai bună actriță pentru rolul ei din "Fringe"
- 2011: Nominalizată pentru Premiul Critics Choice "Televiziune pentru cea mai bună actriță într-un serial dramatic pentru rolul ei din "Fringe”.